# Havranec
Havranec é um município da Eslováquia, situado no distrito de Svidník, na região de Prešov. Tem 7,64 km² de área e sua população em 2018 foi estimada em 13 habitantes.

## Demografia
| Ano:        | 1994 | 2004    | 2014 | 2024    |
| ----------- | ---- | ------- | ---- | ------- |
| Broj ljudi: | 13   | 10      | 13   | 15      |
| Razlika:    |      | -23,07% | +30% | +15,38% |

| Ano:               | 2023 | 2024   |
| ------------------ | ---- | ------ |
| Número de pessoas: | 14   | 15     |
| Diferença:         |      | +7,14% |